# 司馬儀
司馬仪（3世纪—291年），又作司馬义，西晋宗室，晋武帝之孙，楚隐王司马玮之子。
司马玮为八王之乱之一王，晋武帝太康十年（289年）十一月甲申，始平王司马玮子司馬仪出继晋武帝长子司马轨，袭封毗陵王（治今江苏省常州市）。元康元年（291年）五月去世。至六月，其父司马玮被皇后贾南风所杀。
| 前任： 司马轨 | 晋朝毗陵王 289年－291年 | 繼任： 国除 |